# Parallel World Pharmacy
Parallel World Pharmacy (異世界薬局?, Isekai yakkyoku, lett. "Farmacia del Mondo Parallelo") è una serie di light novel scritta da Liz Takayama e illustrata da keepout, che ha iniziato la serializzazione online da luglio 2015 sul sito web Shōsetsuka ni narō. Successivamente è stata acquistata da Media Factory, che ne ha pubblicato otto volumi a partire dal 25 gennaio 2016 sotto l'etichetta MF Books. Un adattamento manga, disegnato da Sei Takano, è stato serializzato online tramite il sito ComicWalker di Kadokawa Shoten a partire da novembre 2016 ed è stato successivamente raccolto in otto volumi tankōbon. Un adattamento anime della serie, prodotto da Diomedéa, è andato in onda da 10 luglio al 25 settembre 2022.

## Trama
A causa della sua ossessione di sviluppare nuove medicine per aiutare le persone, Kanji Yakutani, un ricercatore medico, muore per il troppo lavoro. Con sua immensa sorpresa, si ritrova reincarnato in un altro mondo che ha una cultura medievale e in cui cure mediche adeguate sono un privilegio accessibile solo ai ricchi. Nella sua nuova vita come Falma de Médicis, scopre di aver ricevuto una benedizione divina da Panactheos, la dea della medicina. Grazie alla benedizione divina e alla propria conoscenza della medicina moderna, Falma decide di rivoluzionare i progressi medici di questo nuovo mondo e di rendere disponibili le cure adeguate anche alla gente comune. Ma mentre un'emergenza medica segue l'altra, il ragazzo deve anche imparare cosa significa vivere davvero nella sua nuova vita.

## Personaggi
Falma de Médicis (ファルマ・ド・メディシス?, Faruma do Medishisu)
Doppiato da: Aki Toyosaki
Falma è il protagonista della serie. Ha i capelli biondi e gli occhi azzurri. Indossa una camicia bianca a maniche lunghe, pantaloni neri, calze e scarpe. Dopo che l'anima di Kanji Yakutani si è reincarnata nel suo corpo, Falma ha ora la stessa personalità di Kanji. Nonostante sia un nobile, Falma è gentile e umile, completamente dedito al suo lavoro di farmacista. Considera tutti i suoi servitori come membri della sua famiglia e fa del suo meglio per essere gentile con tutti loro. Nella sua vita precedente aveva una sorella minore, Chi, morta per un tumore maligno, questo lo ha portato a fare un giuramento e ha dedicato tutti i suoi sforzi ad aiutare gli altri, in modo che nessuno avrebbe sofferto come lui. Questo sentimento lo porta ancora con sé, ed è molto protettivo con Blanche, sua sorella minore nella sua nuova vita, e trascorre spesso del tempo con lei e sviluppa rapidamente uno stretto rapporto con sua sorella. È diplomatico e si rifiuta di usare la violenza. Lo fa solo in situazioni eccezionali.
Eléonore "Ellen" Bonnefoi (エレオノール･ボヌフォワ?, Ereonōru Bonufowa)
Doppiata da: Reina Ueda
Eléonore è una bella ragazza con lunghi capelli argentati e occhi azzurri. Indossa occhiali rossi, un vestito azzurro, calze bianche e scarpe nere. Eléonore è una persona gentile. All'inizio era spaventata dalle nuove abilità di Falma, ma poi col tempo ci fece l'abitudine.
Charlotte "Lotte" Soller (シャルロット･ソレル?, Sharurotto Soreru)
Doppiata da: Kaede Hondo
Charlotte è una giovane ragazza che ha i capelli rosa lunghi e occhi azzurri. Indossa un berretto da cameriera bianco, un vestito da cameriera bianco e azzurro, calze bianche e scarpe. È una ragazza molto allegra e frizzante. Carlotta è cresciuta servendo la famiglia De Medici. Alla fine è stata incaricata di prendersi cura dei bisogni di Falma. Soffriva di pelle ruvida a causa di un sacco di sfregamenti. È stata guarita grazie alla crema di Falma.
Imperatrice Elisabetta II (エリザベート二世?, Erizabēto Nisei)
Doppiata da: Shizuka Itō
Elisabetta è un'imperatrice. Porta i capelli bianchi con occhi rossi e indossa una veste rossa e bianca con finiture dorate e porta un bastone rosso e oro. Elisabetta nacque nella famiglia reale. Suo padre morì a causa di una malattia, così salì al trono quando aveva diciassette anni. Mantenne il trono per sette anni prima di essere colpita dalla tubercolosi. Ha fatto un recupero di sei mesi grazie a Falma. Ha una forte senso di leadership e carisma.
Bruno de Médicis (ブリュノ・ド・メディシス?, Buryuno do Medishisu)
Doppiato da: Kenji Nomura
Bruno è il padre di Falma. Ha i capelli biondi e gli occhi azzurri profondi. Indossa una giacca blu scuro sopra un gilet marrone chiaro, pantaloni blu scuro e stivali neri. È molto serio, ben informato e sempre disposto a imparare. Falma nota che è un grandissimo farmacista e scienziato, limitato solo dalle conoscenze dell'epoca in cui vive: quando parla con Falma, spesso Bruno mostra di aver notato fatti medici non ancora dimostrati, nel loro mondo, ma che ha colto attraverso la semplice osservazione empirica. Ha anche studiato al college di medicina. Divenne molto rispettato e divenne persino arciduca.
Blanche de Médicis (ブランシュ・ド・メディシス?, Buranshu do Medishisu)
Doppiata da: Maria Naganawa
Blanche è la sorella minore di Falma. Ha lunghi capelli biondi e occhi verdi e indossa un fiocco rosa, una giacca beige sopra un vestito di colore verde, rosa e beige e scarpe rosa.  È molto innocente e attenta e anche molto curiosa e può spaventare abbastanza facilmente. Blanche ha avuto la varicella quando aveva quattro anni. Grazie a Falma guarì in un giorno invece di tre settimane.
Salomon (サロモン?, Saromon)
Doppiato da: Hiroshi Tsuchida
Salomon era in precedenza il leader dell'Inquisizione. Più tardi viene promosso come sommo sacerdote della chiesa. Salomon ha i capelli e gli occhi castani. Indossa abiti bianchi e dorati con un cappello abbinato. Inizialmente vedeva Falma come un eretico da eliminare. Tuttavia, dopo aver visto le abilità di Falma ed essere stato guarito da lui, ha imparato a rispettarlo. Si fidava così tanto di lui che gli diede una bacchetta che solo le entità divine potevano portare.
Camus de Sade (カミュ・ド・サド?, Kamyu do Sado)
Doppiato da: Kazuya Nakai
Camus è un ex nobile e un farmacista dalla personalità crudele e disumana. Come umano, Camus aveva lunghi capelli blu. Come spirito maligno ha metà del suo viso scarnificata, occhi rossi luminosi e indossa un mantello blu scuro. Studiò al college di medicina insieme a Bruno. Rimase affascinato dagli incantesimi che riguardassero il veleno e studiò il suo effetto sugli esseri umani. Dopo di che divenne uno spirito maligno e prese in ostaggio l'intero Regno di Naedel per portare a compimento la sua vendetta. Inizialmente fa ammalare l'imperatrice Elisabetta II di tubercolosi, così da destabilizzare l'impero, ma quando Falma la cura escogita un piano ancora più terribile facendo diffondere la peste nera. Tuttavia Falma manda a monte anche questo e lo sconfigge esorcizzandolo, ponendo fine per sempre alla sua follia.
Veron (ベロン?, Beron)
Doppiato da: Yasuhiro Mamiya
Veron era una persona dai capelli grigi, i baffi e occhi piccoli. Indossava abiti viola con un bordo giallo, un cappello abbinato, una piccola cravatta e un monocolo. Veron è stato mostrato come un individuo condiscendente e arrogante e, inoltre, non voleva e non poteva accettare che Falma aprisse una nuova farmacia poiché aveva rapidamente guadagnato trazione e popolarità sia tra i nobili che tra i cittadini comuni. Anni prima si era sentito rifiutare da un farmacista nobile le cure per sua figlia e, quando questa venne a mancare, si convinse che verso i comuni gli aristocratici fossero tutti uguali, a prescindere dalle loro azioni, motivo per cui si ostina a diffidare di Falma nonostante la disponibilità che mostra verso le masse. Veron era anche una persona premurosa. Un esempio di questo è quando gli venne consegnato il vaccino di Falma e, pur non accettandolo ma a malincuore, lo diede a sua moglie e sua figlia sapendo che ne hanno bisogno. Tuttavia, l'orgoglio di Veron è ciò che alla fine ha portato alla sua caduta e alla sua eventuale scomparsa.

## Produzione
Durante la produzione il farmacista Yūshi Kojima si è unito alla produzione dell'adattamento manga della serie come "supervisore della farmacia".

## Media

### Light novel
| Nº | Data di prima pubblicazione | Data di prima pubblicazione | Data di prima pubblicazione |
| Nº | Giapponese                  | Giapponese                  |                             |
| -- | --------------------------- | --------------------------- | --------------------------- |
| 1  | 25 gennaio 2016             | ISBN 978-4-04-068047-7      |                             |
| 2  | 25 maggio 2016              | ISBN 978-4-04-068320-1      |                             |
| 3  | 25 ottobre 2016             | ISBN 978-4-04-068672-1      |                             |
| 4  | 25 marzo 2017               | ISBN 978-4-04-069088-9      |                             |
| 5  | 25 agosto 2017              | ISBN 978-4-04-069409-2      |                             |
| 6  | 24 marzo 2018               | ISBN 978-4-04-069806-9      |                             |
| 7  | 25 luglio 2019              | ISBN 978-4-04-065838-4      |                             |
| 8  | 21 luglio 2021              | ISBN 978-4-04-064268-0      |                             |
| 9  | 23 dicembre 2022            | ISBN 978-4-04-682167-6      |                             |
| 10 | 25 gennaio 2024             | ISBN 978-4-04-683252-8      |                             |

### Manga
| Nº | Data di prima pubblicazione | Data di prima pubblicazione | Data di prima pubblicazione |
| Nº | Giapponese                  | Giapponese                  |                             |
| -- | --------------------------- | --------------------------- | --------------------------- |
| 1  | 23 marzo 2017               | ISBN 978-4-04-069116-9      |                             |
| 2  | 23 settembre 2017           | ISBN 978-4-04-069419-1      |                             |
| 3  | 23 maggio 2018              | ISBN 978-4-04-069836-6      |                             |
| 4  | 22 febbraio 2019            | ISBN 978-4-04-065350-1      |                             |
| 5  | 21 ottobre 2019             | ISBN 978-4-04-064070-9      |                             |
| 6  | 23 settembre 2020           | ISBN 978-4-04-064768-5      |                             |
| 7  | 21 luglio 2021              | ISBN 978-4-04-680506-5      |                             |
| 8  | 22 marzo 2022               | ISBN 978-4-04-681251-3      |                             |
| 9  | 23 gennaio 2023             | ISBN 978-4-04-682167-6      |                             |
| 10 | 21 dicembre 2023            | ISBN 978-4-04-683105-7      |                             |

### Anime

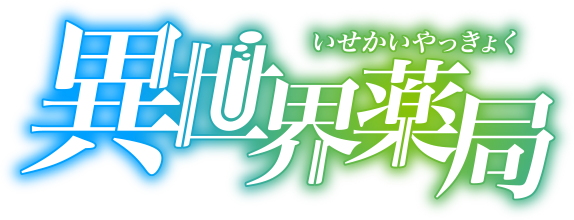
Logo della serie

Un adattamento anime della serie è stato annunciato il 15 luglio 2021. Esso è stato prodotto dallo studio Diomedéa e diretto da Keizō Kusakawa, con Wataru Watari che si è occupato della composizione della serie, Mayuko Matsumoto al character design e Tatsuya Kato e Satoshi Hōno che hanno composto la colonna sonora. La serie è andata in onda dal 10 luglio al 25 settembre 2022 su AT-X, Tokyo MX, Kansai TV e BS NTV. La sigla di apertura è Musō-teki Chronicle di Kaori Ishihara, mentre la sigla finale è Haku'u delle Little Black Dress. Crunchyroll ha distribuito la serie al di fuori dell'Asia e ha anche iniziato a trasmettere in streaming il doppiaggio inglese a partire dal 24 luglio 2022. Muse Communication l'ha invece distribuita in Taiwan, nel Sud e nel Sud-est asiatico.

#### Episodi
| Nº | Titolo italiano Giapponese 「Kanji」 - Rōmaji | In onda           | In onda |
| Nº | Titolo italiano Giapponese 「Kanji」 - Rōmaji | Giapponese        |         |
| 1  | Il farmacologo reincarnato e il mondo parallelo 「転生薬学者と異世界」 - Tensei yakugakusha to isekai | 10 luglio 2022    |         |
| 1  | Kanji Yakutani, un abile farmacologo molto noto per le sue ricerche innovative, muore una sera a causa del troppo lavoro. Al risveglio si ritrova nei panni di Falma de Médicis, figlio di un'importante famiglia di farmacisti di corte dell'Impero di Saint Fluve. La giovane domestica Charlotte "Lotte", credendo che soffra di amnesia, gli mostra l'interno della villa e gli parla dei suoi famigliari e dei ruoli svolti da loro, così come delle "arti sacre" (dei particolari poteri necessari anche per essere riconosciuti dalla nobiltà). Dopo aver fatto alcune prove scopre di essere capace anche di sintetizzare determinati composti chimici, ma non i prodotti finiti, decidendo però di nascondere il tutto, per non essere guardato con sospetto. Il giorno dopo si incontra con Eléonore "Ellen" Bonnefoi, la sua insegnante in farmacologia, mostrando di poter sfoggiare le arti sacre senza l'uso di un bastone. Sulla via del ritorno Falma si accorge casualmente di una storta alla mano di Ellen semplicemente con la propria vista, spaventando la giovane maestra sia con questa abilità, tipica della Dea della Medicina, che dal fatto che non abbia più un'ombra, portandola a scappare terrorizzata. A questo punto Falma sospira di quanto la sua vita si sia fatta complicata. |                   |         |
| 2  | Maestra e allievo 「師匠と弟子」 - Shishō to deshi | 17 luglio 2022    |         |
| 2  | Falma viene informato dal padre Bruno di come Ellen si sia ammalata, e lo incarica di andare a casa sua per portarle un farmaco contro la febbre. Dubitando del rimedio a dir poco medievale, Falma ne produce uno di sua conoscenza. A casa di Ellen, pur scontrandosi con la paranoia della sua insegnante, le dà il rimedio di sua invenzione accompagnato da una pomata contro le slogature e un mazzo di fiori azzurri (il colore preferito di Ellen). Prima di andarsene Falma le dice che ha ancora bisogno di lei, specie per comprendere appieno le arti sacre. Il giorno dopo i due riprendono le lezioni con rinnovata tranquillità. Nella villa Falma esamina i membri della servitù identificando i vari malanni che li affliggono e preparando loro i giusti rimedi, guadagnandosi la loro riconoscenza. Qualche tempo dopo Falma viene informato che Blanche ha contratto la varicella, così, andando contro le istruzioni di non avvicinarsi a lei per tre settimane, entra nella sua stanza per somministrarle una medicina che, dopo un giorno, l'ha già guarita. In seguito Bruno gli chiede di prepararsi ad una visita medica d'urgenza alla corte imperiale. |                   |         |
| 3  | Il farmacista di corte e il farmacologo reincarnato 「筆頭宮廷薬師と転生薬学者」 - Hittō kyūtei kusushi to tensei yakugakusha | 24 luglio 2022    |         |
| 3  | Da qualche tempo Elisabetta II, sovrana dell'Impero di Saint Fluve, non gode di buona salute, così Bruno si dirige al palazzo imperiale per valutare la situazione, portandosi dietro anche Falma per fargli acquisire maggior esperienza. Tramite un metodo piuttosto inusuale, Bruno e il medico di corte Claude stabiliscono che per la donna, affetta dalla "morte bianca", non ci sia più nulla da fare, e procedono a sottoporla ad eutanasia. Tuttavia Falma si oppone, affermando che si può ancora fare qualcosa. Nonostante la contrarietà dei presenti, convinti che sia incurabile, l'imperatrice decide di dare fiducia al ragazzino. Mentre Falma si dà da fare nel dispensario lì vicino, Bruno entra e ribadisce che quella malattia non si può curare, ma Falma insiste, aggiungendo che anche lui dovrebbe prendere la cura (da diverso tempo l'uomo tossiva in modo preoccupante). Vedendo come il figlio sintetizza i vari elementi del farmaco cerca di fermarlo, non fidandosi di questo metodo decisamente anomalo, ma Falma pone tra loro due una barriera di ghiaccio. Dopo che il padre legge i suoi appunti, Falma si inventa che fa tutto parte di informazioni su nuove medicine sognate dopo l'incidente col fulmine. Anche se ancora spaventato dagli strani poteri del figlio, Bruno si convince a lasciarlo continuare. Una volta tornato nella stanza dell'imperatrice, prima di somministrarle la rifampicina, tira fuori un microscopio per far vedere a tutti i batteri responsabili della malattia. Al ritorno a casa Bruno rimugina su come suo figlio sia cambiato rispetto al ragazzino insicuro che era prima, e suppone di avere ancora da imparare, ma Falma lo corregge dicendo che, pur con tutte le conoscenze di cui ora dispone, non sa ancora bene come rapportarsi con un paziente in pericolo di vita, qualcosa che solo lui può insegnargli. |                   |         |
| 4  | L'Imperatrice e la licenza di fondazione 「皇帝陛下と創業勅許」 - Kōtei heika to sōgyō chokkyo | 31 luglio 2022    |         |
| 4  | Mentre Bruno e Falma si scambiano informazioni su quello che sanno, l'uomo lo avverte che il suo credo e il suo sapere verrebbero considerati un'eresia dai farmacisti rivali e dalla chiesa, se mai lo dovessero scoprire, avvertendolo sottilmente di fare attenzione, e gli confida il sospetto che l'imperatrice fosse stata infettata volontariamente, benché Falma lo trovi difficile. Visitando la sovrana, la rassicura dicendole che, malattia o no, non ha mai perso il sostegno del popolo. Mesi dopo, ormai guarita, Elisabetta II promuove Falma al rango di farmacista di corte e gli concede una licenza per poter aprire una farmacia, ed assegna il possedimento di Marseille, noto per le sue erbe medicinali, al padre Bruno. Intanto la farmacia, chiamata "Farmacia del Nuovo Mondo", viene costruita in pochissimo tempo. Mentre i muratori stanno effettuando gli ultimi ritocchi si avvicina Veron, un uomo dall'aspetto losco a capo della Gilda dei farmacisti, che tenta di provocare Falma per la sua intenzione di aprire una farmacia, mostrando da subito la sua contrarietà, ma venendo rapidamente allontanato da Ellen. A Lotte viene permesso di aiutare nei compiti più semplici, lasciando però in dubbio su chi assumere come contabile. Tornato a casa scopre che Cedric ha intenzione di ritirarsi, dato che con i suoi problemi alle ginocchia non è più in grado di lavorare, così corre da suo padre a chiedere il suo benestare per assumerlo. Non solo Bruno glielo concede, ma gli affida un forziere pieno d'oro da tenersi come fondo d'emergenza. |                   |         |
| 5  | La vita tra farmaci e cosmetici nell'altro mondo 「異世界薬局の日常と化粧品」 - Isekai yakkyoku no nichijō to keshōhin | 7 agosto 2022     |         |
| 5  | Dopo un mese alla Farmacia del Nuovo Mondo non si vede nessun cliente "plebeo", a parte un signore anziano che passa spesso a comprare delle caramelle (contenenti vitamina C e utili contro lo scorbuto). Falma, dopo aver sentito il sondaggio di Lotte tra i cittadini, capisce che, nonostante le premesse, tutti sono ancora intimoriti da una farmacia gestita da un nobile, oltre all'onnipresente problema della scarsa alfabetizzazione. Poco dopo riceve una visita dei genitori, passati per vedere come se la cavava, al che la madre gli consiglia di provare con i cosmetici. Improvvisamente un uomo irrompe chiedendo l'aiuto di un farmacista per la sua signora, Chloe de Chatillon. Esaminandola, Falma vede che la donna ha fatto ricorso ai salassi per avere la pelle candida. Ella spiega di averlo fatto per l'uomo che le piace, il quale preferisce la carnagione bianca. Allora Falma le sconsiglia di continuare con i salassi, di prendere regolarmente una medicina contro le infezioni e, una settimana dopo, le consegna una cipria sicura (priva di metalli tossici) per avere la carnagione che desidera. Questo prodotto fa subito successo anche tra le classi meno abbienti. In aggiunta sono state stampate delle guide dotate di illustrazioni facili da capire anche per chi non sa leggere. Quando emerge il problema di non riuscire a stare al passo con la domanda, Lady Chloe propone a Falma di fondare un negozio, il "Medique", dedicato esclusivamente ai cosmetici. Quest'ultimo approva l'idea, assumendo per gestirlo delle ex farmaciste licenziate dopo aver avuto un figlio. Tempo dopo, un nuovo sondaggio di Lotte mostra che i clienti hanno un'immagine molto migliore della Farmacia. |                   |         |
| 6  | I fratelli e il mare 「兄妹と海」 - Kyōdai to umi | 14 agosto 2022    |         |
| 6  | I De Medicis si dirigono a Marseille, feudo recentemente assegnato a Bruno dall'imperatrice come premio per i suoi servigi. Mentre Falma, Ellen, Lotte e Blanche sono in spiaggia, un'onda anomala travolge e rischia di far affogare quest'ultima. In preda alla disperazione e non volendo nuovamente perdere una sorella minore, Falma si getta in acqua e fa letteralmente sparire nel nulla l'acqua attorno a Blanche. Altrove, un gruppo di uomini in tonaca bianca discute di Falma e del suo potere misterioso, oltre al fatto che è privo dell'ombra, e il loro capo decide di eliminarlo. Al ritorno da Marseille, la farmacia vede l'ingresso di molti più clienti di prima. Tuttavia, fra loro, sono presenti gli stessi uomini vestiti di bianco che guardano Falma con sospetto. La mattina dopo un carro pieno di terra viene lanciato a tutta velocità verso la farmacia, devastandola. È chiaro che qualcuno intende sabotare l'attività, ma rimane incerto se il responsabile sia Veron, ostile ad una farmacia gestita da un nobile, o addirittura i misteriosi uomini in bianco. Ad aiutare nella ricostruzione arrivano il signor Jean e alcuni uomini di sua fiducia, dimostrando quanti sostenitori si sia guadagnato il giovane farmacista. All'improvviso una ragazza corre a chiedergli aiuto, in quanto suo padre si è sentito male nei campi, ma una volta giunti fino a una collina isolata, la donna sparisce senza lasciar traccia. In un attimo viene circondato dagli uomini misteriosi: sono Inquisitori della Chiesa, e intendono eliminare Falma perché certi che sia un demone travestito. |                   |         |
| 7  | Il giovane senz'ombra e l'Inquisizione 「影のない少年と異端審問官」 - Kage no nai shōnen to itanjinmonkan | 21 agosto 2022    |         |
| 7  | Il capo degli Inquisitori si presenta come Salomon e, senza indugio, lo attacca con tutto il potere di cui dispone assieme ai suoi uomini, ma Falma riesce a difendersi bene ed anche a contrattaccare. Con questa dimostrazione gli Inquisitori gli mostrano subito deferenza, ritenendolo la personificazione della Dea della Medicina. Il farmacista si accorge che Salomon ha subito una frattura esposta dopo essere caduto da cavallo, così, pur non avendo mai eseguito un intervento chirurgico nelle sue due vite, si adopera per sistemargli la gamba abbastanza da poterlo trasportare in ospedale. Qualche mese dopo l'uomo, sopravvissuto alla frattura e nominato Sommo Sacerdote della capitale, si presenta alla farmacia portando dei dolcetti a Lotte ed Ellen, così come un amuleto che consente a Falma di manifestare un'ombra e un particolare bastone ad uso esclusivo della Dea o dello stesso Falma, unici a poterlo toccare (Ellen, infatti, non può nemmeno sfiorarlo perché intangibile). Nel pomeriggio, passeggiando con Lotte e Blanche, nota che le altre farmacie sono nei guai, dato che la Gilda dei Farmacisti non permette di vendere i farmaci di Falma, portando quest'ultimo a coltivare l'idea di creare la propria gilda, così da ridurre l'affollamento e, cosa più importante, dare una mano ai farmacisti plebei. La notte uno di questi, Pierre, è preoccupato per la malattia di sua figlia. |                   |         |
| 8  | L'influenza e l'alba di una farmacia 「インフルエンザと薬局の夜明け」 - Infuruenza to yakkyoku no yoake | 28 agosto 2022    |         |
| 8  | Alla sede della Gilda dei Farmacisti Veron è furioso per come la Farmacia del Nuovo Mondo si è ripresa dall'incidente del carro di terra, mentre i presenti sono preoccupati del fatto che i loro clienti ormai preferiscano quel negozio ai loro. Viene deciso di proibire ogni contatto con la Farmacia e di espellere chiunque si opponga a questa decisione. Pierre, uno degli associati, cerca senza successo un medico che possa visitare Marie, sua figlia malata, fin quando non incontra Falma. Pur sapendo che la Gilda ha avvertito chiunque di stargli alla larga, si affida comunque a lui. Una volta dentro ed aver effettuato tutti gli esami possibili, Falma conclude che è affetta da influenza, e le prescrive determinate sostanze da assumere per favorire la guarigione. Scesa la sera e dimessa Marie, Pierre, dopo aver visto la premura di Falma e sorpreso dal poco che gli fa pagare, comprende perché la Gilda non riesce a stare al passo. Durante una nuova riunione degli affiliati alla Gilda, mentre continuano a lamentarsi delle perdite subite, Pierre cerca di difendere la Farmacia del Nuovo Mondo, aggiungendo che loro stessi dovrebbero imparare qualcosa, ma Veron, non accettando le sue argomentazioni, lo espelle dalla corporazione. Quando Falma re incontra Pierre, seduto sconsolato sui gradini della sua farmacia spogliata di tutto, gli propone di entrare a far parte della Gilda delle Farmacie, da lui fondata, per riguadagnare i suoi clienti. Tempo dopo, con un negozio completamente rinnovato, apre i battenti della sua "Farmacia dell'Alba". |                   |         |
| 9  | La storia di un uomo malvagio 「ある邪悪な男の話」 - Aru jaaku na otoko no hanashi | 4 settembre 2022  |         |
| 9  | Nel suo studio Bruno, dopo aver ricevuto una lettera dal figlio maggiore Pillule, dice a Falma che, con l'apertura imminente del Gran Mercato di Saint Fluve, devono stare all'erta, in quanto recentemente su Pante, una colonia di Naedel, paese confinante a Saint Fluve, è scoppiata un'epidemia che ne ha sterminato gli abitanti. Oltretutto le navi passate per quell'isola si dirigeranno al Gran Mercato e dato che Marseille, il porto ove tutte le navi attraccheranno, è stato assegnato ai De Medicis, spetta a loro impedire che la malattia si diffonda. Un comitato scientifico ha esaminato i campioni presi sull'isola, ma due membri sono morti. Dalla descrizione dei sintomi Falma ha già dei sospetti, quindi chiede al padre se è possibile che dall'università mandino uno schizzo del patogeno responsabile. Il disegno conferma le sue peggiori paure: è la temuta yersinia pestis, meglio nota come "peste nera", altamente mortale. Dopo aver mandato due studenti di Ellen a Marseille per preparare il necessario a contrastare la peste, si dirige da suo padre per richiedere la collaborazione dell'imperatrice e istituire le necessarie misure preventive. Dopodiché Falma ed Ellen si dirigono a Marseille per dirigere le ispezioni. Altrove, in una città lontana, una lugubre figura passeggia per le strade, non facendo presagire nulla di buono. |                   |         |
| 10 | La peste nera 「黒死病」 - Kokushibyō | 11 settembre 2022 |         |
| 10 | Una volta a Marseille Falma ed Ellen si fanno raccontare dagli allievi di quest'ultima come hanno predisposto tutti i controlli sanitari per la merce, e di aver purificato quella ritenuta sicura. A questo punto i due si dirigono verso una delle navi dove, nonostante le proteste del capitano circa l'attesa, possono determinare con certezza l'assenza della peste, ma prescrivendo delle vitamine per curare un principio di scorbuto in alcuni marinai. Altri equipaggi sono meno collaborativi, fin quando a sedare gli animi non arriva la Flotta Scarlatta di Saint Fluve, sotto il comando del signor Jean, la cui vera identità è l'ammiraglio Jean Alan Gabin. Terminate le visite, i presenti ricevono una spiacevole notizia: la peste sembra aver fatto la sua comparsa ad Estaque, un villaggio di pescatori, dopo che una nave che aveva aggirato il blocco navale vi aveva attraccato. Falma intende dirigersi là per aiutare i malati, lasciando ad Ellen le ispezioni sanitarie di Marseille. Giunto in vista del villaggio, si accorge che alcuni abitanti terrorizzati stanno per andarsene, e solo erigendo un muro di ghiaccio riesce a farli rientrare. Si accorda con alcuni abitanti di stabilire delle aree di triage per curare adeguatamente chi è infetto. Nel frattempo l'ammiraglio Jean e i suoi uomini trovano la nave clandestina alla deriva. Scoprono con orrore che l'intero equipaggio è morto. Per evitare che si areni a terra e sparga ulteriore contagio, l'ammiraglio ordina di affondarla. Falma, dopo aver curato i malati meno gravi, si prepara ad entrare nella zona ove giacciono i malati più vicini alla morte. |                   |         |
| 11 | Il miracolo del villaggio di Estaque 「エスターク村の奇跡」 - Esutāku mura no kiseki | 18 settembre 2022 |         |
| 11 | Entrato nella clinica del villaggio, dove sono alloggiati i pazienti più gravi, Falma rileva 12 contagiati e 2 affetti da altri disturbi, ai quali somministra le dovute cure. Informa i chierici presenti per aiutarlo di intercettare i clandestini sbarcati, di bruciare il carico infetto e di dargli la levofloxacina. Intanto, in un'università medica, la professoressa Casper, specializzata nella ricerca di muffe e microrganismi, viene improvvisamente convocata nell'ufficio del rettore, Bruno De Medicis. Questi le spiega di aver bisogno delle sue competenze e delle sue colture, in particolare gli attinomiceti, per sviluppare una nuova medicina contro peste ed altre malattie pericolose. Falma, dopo aver curato quante più persone possibili ad Estaque, raggiunge i chierici che aveva mandato ad intercettare alcuni dei mercanti che avevano oltrepassato il blocco navale, lasciati indietro perché indeboliti dalla malattia. Falma rimane inorridito quando scopre che in mezzo al carico erano presenti scoiattoli, abbastanza simili ai topi e quindi veicoli adatti per la peste, e che provenivano proprio da Pante. Per giunta quelli che hanno proseguito erano scortati da paladini, una forza di soldati originaria di Naedel, ma è insolito che scortino dei mercanti. Sospettando che intendano diffondere la peste in città, Falma si dirige subito là. Presso il sesto cancello d'ingresso vengono trovate tracce di peste in alcuni individui, ma i paladini, nonostante la strenua resistenza dei difensori, riescono a fare irruzione e a diffondere gli scoiattoli infetti in città. Dall'alto di un tetto la stessa sinistra figura osserva il caos creatosi con grande interesse. |                   |         |
| 12 | Colui che non ha potuto curare 「彼が治せなかったもの」 - Kare ga naosenakatta mono | 25 settembre 2022 |         |
| 12 | Mentre le campane d'allarme risuonano per tutta la città, Elisabetta II viene informata dei fatti appena avvenuti, non capendo a cosa miri Naedel attaccandoli nonostante fossero in pace da molto tempo, per di più con soli 5 paladini. Bruno afferma che solo uno studioso della materia ne sarebbe capace. L'individuo in questione, ingaggiato da Naedel 3 anni prima, si chiama Camus de Sade, un suo ex collega e amico, scoperto mentre effettuava esperimenti orribili sugli esseri umani, motivo per cui venne marchiato come eretico e cacciato dal paese. Nel frattempo i difensori hanno difficoltà a trattenere gli aggressori, finché Salomon non arriva e li rende inoffensivi privandoli dei loro poteri. Falma, accorso in città, rileva che il contagio si sta sviluppando. Come se non bastasse sono scoiattoli volanti, il che li rende anche più pericolosi di quelli normali. Riunitosi col padre, sente i paladini dire che avevano dovuto seguire gli ordini di "quell'uomo", dato che teneva in ostaggio l'intero paese. Una volta confermato a Bruno che è Camus la mente, esalano l'ultimo respiro. Dopo aver intravisto una strana ombra sul tetto della Farmacia, Falma si dirige subito là, seguito da Bruno, che è consapevole che non sarà mai finita finché Camus non verrà abbattuto definitivamente. Una volta arrivati, vedono Cedric e Lotte a terra, agonizzanti per del veleno, e Camus mentre traffica con alcune sostanze pericolose. Mentre Bruno combatte il suo ex collega, Falma si precipita per far scomparire il veleno dai suoi amici. In quel momento Bruno cade a terra, sconfitto, mentre Camus si meraviglia dei composti chimici nel laboratorio, ma Falma li fa svanire prima che possa "sperimentare" su Lotte. Segue una lotta serrata, al termine della quale Falma scaglia Camus fuori dalla finestra e lo esorcizza, ponendo fine alla minaccia. Dopo diverso tempo e innumerevoli controlli, la peste nera può dirsi debellata. Una volta ricostruita, la Farmacia del Nuovo Mondo di Falma De Medicis può tornare a vendere le giuste medicine alla sua affezionata clientela. |                   |         |

## Accoglienza
La light novel e il manga insieme hanno oltre 2 300 000 copie in circolazione.